# الاتحاد الديمقراطي للقوى الشعبية
الاتحاد الديمقراطي للقوى الشعبية حزب سياسي يمني ، تقدم للتسجيل في لجنة شئون الأحزاب 14 أبريل 1999 و حصل على قرار التسجيل من لجنة شئون الأحزاب في 24 يوليو 2000.

## العملية السياسية
- شارك في الانتخابات النيابية الثالثة 2003 ولم يحصل على أي مقعد وحصل على 3003 صوت من إجمالي الأصوات الصحيحة البالغ عددها 5996049 وبنسبة 0.05%.